# Opojowice
Opojowice – wieś w Polsce położona w województwie łódzkim, w powiecie wieluńskim, w gminie Czarnożyły.

## Podział wsi
| SIMC    | Nazwa   | Rodzaj                          |
| ------- | ------- | ------------------------------- |
| 1041521 | Majorat | część wsi (zniesiona w 2023 r.) |

W latach 1975–1998 miejscowość administracyjnie należała do województwa sieradzkiego.

## Historia
Miejscowość historycznie należy do ziemi wieluńskiej i związana była z Wielkopolską. Ma metrykę średniowieczną i istnieje co najmniej od XIV wieku. Pierwsze dwa zachowane zapisy nazwy pochodzą z 1386 „Opoyewycze” i 1417 „Opyowycze” .
Została odnotowana w historycznych dokumentach podatkowych. Według Liber beneficiorum archidiecezji gnieźnieńskiej spisanego przez Jana Łaskiego wieś leżała w parafii Wydrzyn i z łanów szlacheckich tamtejszy pleban pobierał dziesięcinę, a trzej kmiecie oddawali mu snopek (łac. „cassula”) żyta oraz piętnaście garści (łac. „manipulos”) owsa. Według regestrów poborowych z lat 1511–1518 miejscowość należała do kilku właścicieli – Grzegorza Opojowskiego, który miał 1,2 łana gruntu, Andrzeja Jaworskiego 1,2 łana, Gabryela Opojowskiego oraz do trzech kolonistów. (Pawiński Wielkop. II, 291).
Po rozbiorach Polski wieś znalazła się w zaborze rosyjskim. Miejscowość jako folwark i wieś leżącą nad strumieniem o nazwie Łęg w powiecie wieluńskim, gminie Wydrzyn, parafii Czarnożyły wymienia XIX-wieczny Słownik geograficzny Królestwa Polskiego. Notuje on trzy nazwy miejscowości – „Opojowice” oraz wynotowane z historycznych dokumentów „Opagyewicze” oraz „Opoiowicze”. Wieś leżała wówczas 4 wiorsty od Wielunia. W 1886 w miejscowości naliczono 12 budynków oraz 142 mieszkańców. Folwark natomiast liczył 10 budynków – 3 murowane i 7 drewnianych. Liczył również 425 morg gruntów ornych, 393 morg ogrodów, 21 morg łąk, 1 morgę pastwisk oraz 10 morg nieużytków. W uprawie roli stosowano płodozmian 15-polowy. Wieś liczyła 42 morgi, a mieszkało w niej 10 osadników.